# Dead Letters
Dead Letters (с англ. — «Мёртвые письма») — пятый студийный альбом финской рок-группы The Rasmus, релиз которого состоялся 21 марта 2003 года. По всему миру было продано более 1,5 млн копий альбома, что является самым продаваемым и коммерчески успешным альбомом The Rasmus.

## Об альбоме
Dead Letters записан в 2002 году на «Nord Studios» в Стокгольме (Швеция) и выпущен в марте 2003 года на лейбле Playground Music.
Название альбома — термин, используемый для недоставленных писем. Вокалист группы Лаури Юлёнен прокомментировал:

Каждая песня — это письмо кому-нибудь. Это может быть сожаление, признание или крик о помощи.
Оригинальный текст (англ.)Each song is a letter to somebody. It could be an apology, confession or cry out for help.

На обратной стороне обложки альбома написано:

Мёртвое письмо — это письмо, которое не может быть доставлено получателю и возвращено отправителю.
Оригинальный текст (англ.)A dead letter is a letter that has never been delivered because the person to whom it was written cannot be found and it also cannot be returned to the person who wrote it.

## Отзывы критиков
| Оценки критиков | Оценки критиков |
| Источник        | Оценка          |
| --------------- | --------------- |
| AllMusic        | [ 4 ]           |
| Melodic         | [ 5 ]           |

Джейсон Макнейл из AllMusic оценил альбом тремя звёздами из пяти. Он писал: «Эта финская группа более чем способна представить мрачные и грустные, но в то же время хорошо настроенные рок-песни».

## Продажи и награды
Dead Letters был выпущен в Европе в марте 2003 года. Он достиг высоких позиций чартов в Германии, Австрии и Швейцарии, а также в Финляндии, где он оставался в Top 20 Album Chart более года. Альбом был выпущен в Великобритании в 2004 году, будучи первым студийным альбомом, выпущенным группой в этой стране, и был одним из 50 самых продаваемых альбомов 2004 года.
The Rasmus получили множество музыкальных наград по всей Европе, победив в номинации за премию «Best Nordic Act» в 2003 году на MTV Europe Music Awards, и пять финских наград EMMA за «Лучшую группу», «Лучший альбом», «Лучшее видео (In My Life)», «Лучшего исполнителя и экспорта». Группа также получила награду ECHO и была удостоена звания «Лучший международный исполнитель» на MTV Russia Music Awards в 2004 году. «In The Shadows» был в списке номинаций на награду Kerrang! За Лучший Сингл.

## Список композиций
Вся музыка написана The Rasmus.
| №                   | Название                   | Длительность |
| ------------------- | -------------------------- | ------------ |
| 1.                  | «First Day of My Life»     | 3:45         |
| 2.                  | «In the Shadows»           | 4:07         |
| 3.                  | «Still Standing»           | 3:32         |
| 4.                  | «In My Life»               | 4:02         |
| 5.                  | «Time to Burn»             | 4:32         |
| 6.                  | «Guilty»                   | 3:46         |
| 7.                  | «Not Like the Other Girls» | 5:45         |
| 8.                  | «The One I Love»           | 3:17         |
| 9.                  | «Back in the Picture»      | 3:45         |
| 10.                 | «Funeral Song»             | 3:17         |
| Общая длительность: | Общая длительность:        | 39:50        |

| №   | Название        | Длительность |
| --- | --------------- | ------------ |
| 11. | «F-F-F-Falling» | 3:52         |
| 12. | «If You Ever»   | 3:48         |
| 13. | «What Ever»     | 3:11         |

| №   | Название                 | Длительность |
| --- | ------------------------ | ------------ |
| 11. | «F-F-F-Falling»          | 3:56         |
| 12. | «In the Shadows» (Video) |              |

## Участники записи
- The Rasmus
  - Лаури Юленен — вокал
  - Паули Рантасалми — гитара
  - Ээро Хейнонен — бас-гитара
  - Аки Хакала — ударные
- Дополнительные музыканты
  - Рутгер Гуннарсон — струны
  - Илва Нильссон, Хокан Вестлунд и Анна Валлгрин — виолончель
  - Джорджен Ингестром — дополнительная клавиатура
- Производство
  - Майкл Норд, Мартин Хансен — продюсирование, сведение, программирование, клавишные и дополнительные звуки
  - Джордж Марино — мастеринг
  - Ларс Тенгрот — A&R
  - Сеппо Вестеринен — менеджмент
  - Дина Овсепян — дизайн
  - Хенрик Уолс — логотип
  - Хенрик Уолс Нела Кениг — фотографии

## Би-сайды и внеальбомные треки
| Песня                    | Релизы                                              |
| ------------------------ | --------------------------------------------------- |
| «What Ever»              | Би-сайд к «In My Life»                              |
| «Since You’ve Been Gone» | Би-сайд к «First Day of My Life» Британское издание |
| «Everything You Say»     | Би-сайд к «Funeral Song»                            |
| «If You Ever»            | Би-сайд к «Funeral Song»                            |

## История выпусков
Источник
| Регион                 | Дата выпуска    |
| ---------------------- | --------------- |
| Италия                 | 26 ноября 2003  |
| Испания                | 5 января 2004   |
| США/ Великобритания    | 22 марта 2004   |
| Япония                 | 2004            |
| Китайская Республика   | Июнь 2004       |
| Остальная часть Европы | 11 октября 2007 |

## Сертификации
| Регион | Сертификация  | Продажи   |
| --- | ------------- | --------- |
| Австрия (IFPI Austria)                                                                                                   | Золотой       | 15 000*   |
| Финляндия (Musiikkituottajat)                                                                                            | 2× Платиновый | 78,363    |
| Германия (BVMI) | Платиновый    | 200 000^  |
| Венгрия (Mahasz) | Золотой       | 10 000^   |
| Мексика (AMPROFON) | Золотой       | 50 000^   |
| Польша (ZPAV) | Золотой       | 20 000*   |
| Испания (PROMUSICAE) | Золотой       | 50 000^   |
| Швеция (GLF) | Золотой       | 30 000^   |
| Швейцария (IFPI Switzerland)                                                                                             | Платиновый    | 40 000^   |
| Великобритания (BPI) | Золотой       | 100 000^  |
| Итого |               |           |
| Европа | —             | 1,000,000 |
| * Данные о продажах приведены только на основе сертификации. ^ Данные о тиражах приведены только на основе сертификации. |               |           |